# Villavaquerín
Villavaquerín – gmina w Hiszpanii, w prowincji Valladolid, w Kastylii i León, o powierzchni 45,11 km². W 2011 roku gmina liczyła 201 mieszkańców.